# Tiberio Murgia

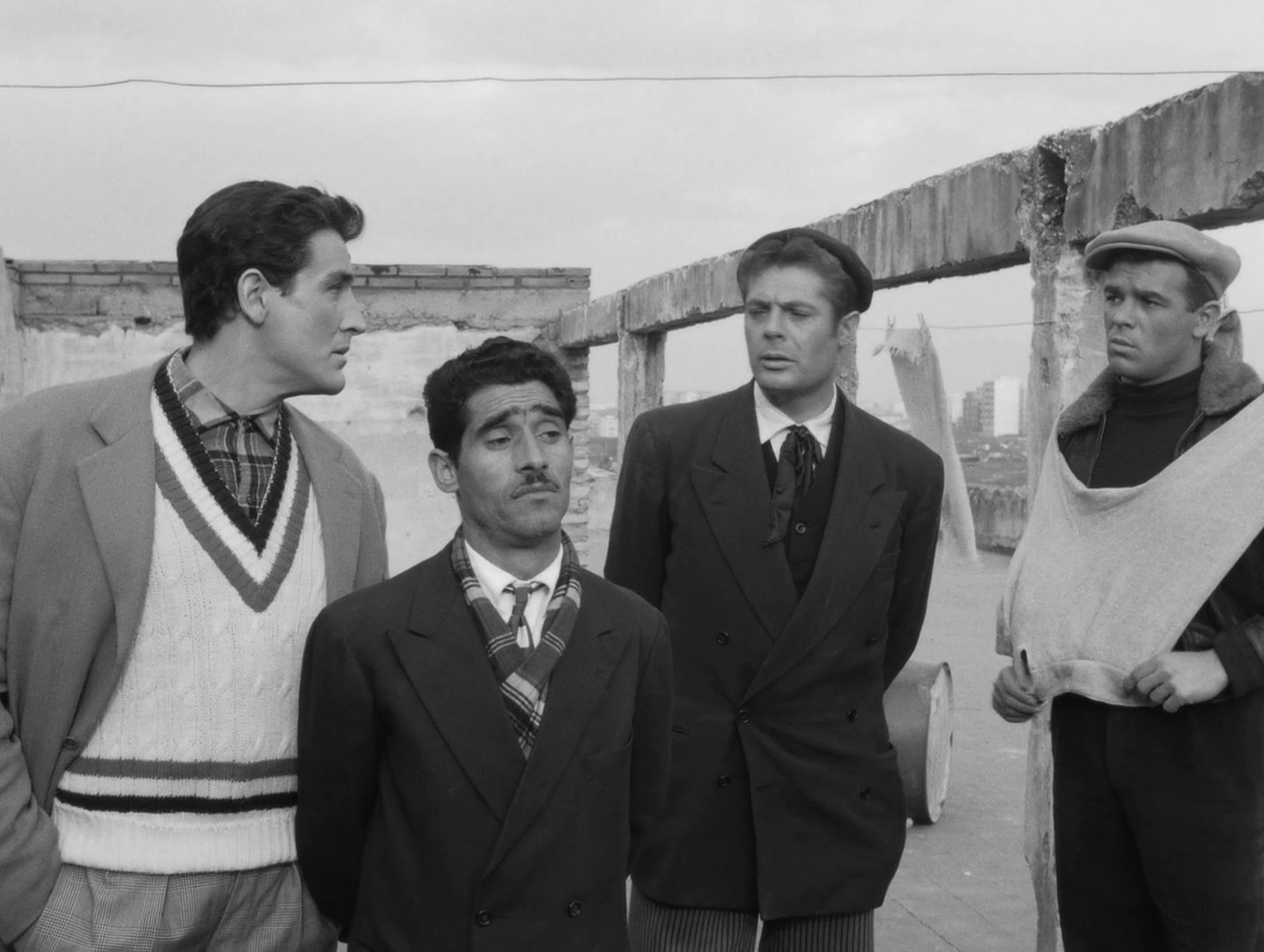
Scenă din filmul Veșnicii necunoscuți (1958) cu Vittorio Gassman, Tiberio Murgia, Marcello Mastroianni și Renato Salvatori

Tiberio Murgia  (n. 5 februarie 1929, Oristano, Sardinia, Italia – d. 20 august 2010, Tolfa, Lazio, Italia) a fost un actor de film italian. 
Printre cele mai cunoscute filme ale sale se numără  Veșnicii necunoscuți (1958), Cursa de 100 kilometri (1959), Fata cu pistolul (1968) și Marele război (1959). 

## Biografie
Murgia s-a născut în condiții precare în Sardinia și după un timp a lucrat ca vânzător pentru ziarul comunist Unità și ca secretar al organizației de tineret a PCI într-o mină de cărbune belgiană. Apoi s-a mutat la Roma unde și-a câștigat existența ca ajutor într-un restaurant, unde a fost descoperit în 1958 de Mario Monicelli, care a văzut în el actorul ideal pentru un rol în filmul Veșnicii necunoscuți. De atunci, Murgia s-a specializat în cele peste 110 roluri ale sale în interpretarea micului viclean de la țară, adesea ca muncitor sicilian oarecum lent sau a unui mic escroc, precum în capodopera Comediei all'italiana din 1958, Veșnicii necunoscuți (I soliti ignoti).
Murgia a lucrat adesea cu Walter Chiari și Ugo Tognazzi, în anii 1970 a fost adesea partener al actorilor de comedie italieni din comediile erotice înfloritoare de atunci. A fost activ până cu puțin timp înainte de moartea sa din cauza efectelor bolii Alzheimer. Suferind mult de această boală, Murgia a decedat într-un azil de bătrâni din Tolfa la 20 august 2010, ultimul supraviețuitor dintre protagonistii bărbați ai filmului Veșnicii necunoscuți.

## Filmografie selectivă
- 1958 Făptași necunoscuți (I soliti ignoti), regia Mario Monicelli
- 1959 Uomini e nobiluomini, regia di Giorgio Bianchi
- 1959 Le cameriere, regia Carlo Ludovico Bragaglia
- 1959 Audace colpo dei soliti ignoti, regia Nanni Loy
- 1959 Costa Azzurra, regia Vittorio Sala
- 1959 Cursa de 100 kilometri (La cento chilometri), regia Giulio Petroni
- 1959 Marele război (La grande guerra), regia Mario Monicelli
- 1959 Juke box - Urli d'amore, regia Mauro Morassi
- 1960 Tu che ne dici?, regia Silvio Amadio
- 1960 I baccanali di Tiberio, regia Giorgio Simonelli
- 1960 Genitori in blue-jeans, regia Camillo Mastrocinque
- 1960 La regina delle Amazzoni, regia Vittorio Sala
- 1960 Fontana di Trevi, regia Carlo Campogalliani
- 1960 Le svedesi, regia Gian Luigi Polidoro
- 1960 Ferragosto in bikini, regia Marino Girolami
- 1961 Che femmina!! e... che dollari!, regia Giorgio Simonelli
- 1962 Il tiranno di Siracusa, regia Alberto Cardone și Curtis Bernhardt
- 1962 I Don Giovanni della Costa Azzurra, regia Vittorio Sala
- 1963 La ragazza che sapeva troppo, regia Mario Bava
- 1963 Il giorno più corto, regia Sergio Corbucci
- 1965 Jandarmul la New York (Le Gendarme à New York), regia Jean Girault
- 1966 După vulpe (Caccia alla volpe), regia Vittorio De Sica
- 1966 Sfântul la pândă (Le Saint prend l'affût), regia Christian-Jaque
- 1967 Ric e Gian alla conquista del West, regia Osvaldo Civirani
- 1967 Io non protesto, io amo, regia Ferdinando Baldi
- 1968 Fata cu pistolul (La ragazza con la pistola), regia Mario Monicelli
- 1970 Omul orchestră (L'Homme orchestre), regia Serge Korber
- 1971 I due maghi del pallone, regia Mariano Laurenti
- 1971 Ma che musica maestro, regia Mariano Laurenti
- 1971 Violentata sulla sabbia, regia Renzo Cerrato
- 1972 La bella Antonia, prima monica e poi dimonia, regia Mariano Laurenti
- 1973 Buona parte di Paolina, regia Nello Rossati
- 1974 I sette magnifici cornuti, regia Luigi Russo
- 1975 Il gatto mammone, regia Nando Cicero
- 1976 La sposina, regia Sergio Bergonzelli
- 1981 Innamorato pazzo, regia Castellano e Pipolo
- 1981 Il turno regia Tonino Cervi
- 1982 Pierino la peste alla riscossa!, regia Umberto Lenzi
- 1982 Grand Hotel Excelsior, regia Castellano e Pipolo
- 1983 Segni particolari: bellissimo, regia Castellano e Pipolo
- 1985 I soliti ignoti vent'anni dopo, regia Amanzio Todini
- 1990 Diceria dell'untore, regia Beppe Cino
- 2000 Un giudice di rispetto
- 2007 E guardo il mondo da un oblò, regia Stefano Calvagna
- 2008 Chi nasce tondo..., regia Alessandro Valori
- 2009 Holy Money, regia di Maxime Alexandre